# Hans von Ohain
Hans Joachim Pabst von Ohain (Dessau, Alemania, 14 de diciembre de 1911-Melbourne, Estados Unidos, 13 de marzo de 1998) fue un ingeniero aeronáutico germano-estadounidense, conocido por ser uno de los inventores del motor a reacción, junto con Frank Whittle, aunque ambos lo lograron de forma independiente.
A finales de los años 1930, Frank Whittle en el Reino Unido y Hans von Ohain en Alemania desarrollaron el concepto del motor a reacción de manera independiente. Aunque la invención del primer motor a reacción se le da a Whittle, Ohain diseñó el primer motor a reacción compacto que funcionó, y fue el primero que propulsó a una aeronave que exclusivamente usaba motores a reacción. A pesar de que ninguno de sus diseños de motor llegó a producirse en masa, su contribución al desarrollo del motor de reacción en Alemania son incalculables. Después de la guerra conoció a Whittle, y los dos se convirtieron en buenos amigos.

## Biografía
Hans von Ohain nació el 14 de diciembre del año 1911 en Dessau, Alemania. En 1935 obtuvo su doctorado en aerodinámica y física por la Universidad de Gotinga (en aquel entonces un gran centro  propulsor" y tras obtener su título en 1935 se convirtió en asistente junior de Robert Wichard Pohl (en aquel momento director del Instituto de Física de la Universidad).
En 1936, durante el tiempo en el que trabajaba con Pohl, consiguió la patente de su versión de motor a reacción: Proceso y aparato para producir corrientes de aire para propulsar a  aeronaves A diferencia del diseño de Frank Whittle, el de von Ohain usaba un compresor centrífugo y una turbina situados muy próximos uno del otro.
Durante su estancia en la universidad, von Ohain llevaba su automóvil deportivo a un taller local, Bartles and Becker. Allí conoció a Max Hahn, un hábil mecánico de automoción y llegó a un acuerdo con él para construir un prototipo de su diseño, que le costó aproximadamente 1000 marcos. El prototipo resultante tenía un diámetro mayor que el creado por Whittle en 1937 pero era mucho más corto. Cuando estuvo terminado lo llevó a la universidad para realizar pruebas con él, pero pronto aparecieron problemas con la estabilidad de la combustión. En ocasiones el combustible no se quemaba en el interior de la cámara de combustión y en su lugar salía por la turbina auto-inflamándose al entrar en contacto con el aire exterior en forma de llamaradas que sobrecalentaban el motor eléctrico que movía el compresor.
Es importante señalar que por definición un turborreactor obtiene la energía para mover el compresor de la que produce la turbina. Un aerorreactor que necesita un motor exterior para mover su compresor no puede considerarse un verdadero turborreactor. Por tanto, von Ohain no habría construido un verdadero turborreactor con este primer modelo.

## Heinkel
En febrero de 1936, Pohl lo recomendó a Ernst Heinkel, especialmente por sus diseños. Heinkel concertó una reunión entre sus ingenieros y von Ohain, que le asaltaron a preguntas durante horas, de las que básicamente obtuvieron la frase de que el motor de garaje jamás funcionaría correctamente, pero que no había ningún error en el concepto. Los ingenieros quedaron satisfechos con las ideas de von Ohain, y a finales de abril tanto él como Hahn accedieron a las fábricas de Heinkel en el aeródromo de Marienehe a las afueras de Rostock (en Warnemünde).
Durante los dos meses siguientes llevó varios estudios del flujo de aire en el modelo, realizando varias mejoras. Tras ver la mejoría en los resultados se decidió a crear un nuevo motor que incorporase todos los cambios, alimentado por hidrógeno gaseoso a presión. El motor resultante, denominado Heinkel-Strahltriebwerk 1 (HeS 1, que en alemán significa Heinkel Motor a Reacción 1) fue fabricado por los mejores obreros de los talleres de fabricación de la compañía. Mientras tanto, Hahn se dedicó al problema que presentaba la combustión, un área donde ya tenía cierta experiencia.
El motor era muy simple ya que estaba fabricado en gran parte de chapa metálica. La fabricación del mismo comenzó a finales del verano de 1936, terminando el ensamblaje en marzo de 1937. Dos semanas después se probó, inicialmente usando hidrógeno como combustible, pero la alta temperatura de los gases de escape provocaban considerables "quemados" en el metal de la turbina. Por lo demás las pruebas fueron exitosas y en septiembre se probó el motor usando gasolina por primera vez. Von Ohain había logrado por fin un turborreactor autónomo (a pesar de haberlo logrado 5 meses después que Whittle). Aparecieron pequeños problemas en el diseño, por ejemplo, el cambio a gasolina provocaba que la combustión se ahogase, por lo que Hahn rediseñó la cámara de combustión basándose en el diseño de un soplete de soldadura y comprobó que el diseño funcionaba mucho mejor. Aunque el motor no fue diseñado para el vuelo, demostró sin lugar a dudas que el concepto básico era viable para ello. Con todo esto, von Ohain había alcanzado a Whittle al final. A partir de ahora, con una financiación mucho mayor y con el apoyo de la fuerte industria alemana conseguiría avanzar mucho más rápido que su competidor.
Aunque las tareas de desarrollo del HeS 1 continuaron, su equipo ya se había pasado al diseño de un motor apto para el vuelo, el HeS 3. Las principales diferencias con el HeS-1 fueron el uso de un compresor y turbina obtenidos por mecanizado en lugar de por forja de chapa, en sustitución de la inclinación y plegado de chapa, y una reorganización de la distribución interior para reducir el área frontal, ubicando la cámara de combustión en el espacio existente entre el compresor y la turbina. No obstante este diseño no funcionó correctamente por falta de espacio para que la combustión ocurriera completamente, por lo que se diseñó un modificado, el HeS-3b, donde la cámara de combustión fue rediseñada para permitir que la mayor parte de la cámara quedase justo tras el compresor, resultado un diseño mayor que el original, pero aun así muy compacto. El HeS-3b fue probado por primera vez en julio de 1939, y fue probado en vuelo por primera vez en un avión Heinkel He 118. El primer prototipo de HeS-3b tuvo una vida útil muy corta, pero el segundo prototipo estuvo listo pronto, y fue probado en el Heinkel He 178, que voló por primera vez el 27 de agosto de 1939, convirtiéndose así en la primera aeronave en volar propulsada por un aerorreactor. El piloto al mando de las pruebas fue Erich Warsitz. Así, aunque Whittle fuese el primero en concebir, describir, patentar y construir un motor que funcionase, el de Von Ohain fue el primer turborreactor que propulsó a un avión.
Tras esto comenzaron inmediatamente el desarrollo de versiones mayores, la primera fue el HeS 6, una versión alargada del HeS 3b; y luego con un nuevo diseño conocido como el HeS 8 que sirvió para reorganizar una vez más la disposición del motor. En el HeS 8 se separaron el compresor y la turbina, conectándolos a través de un eje alargado, introduciendo una única cámara de combustión anular entre ellos, que reemplazó a las cámaras de combustión individuales. Este motor estuvo pensado para ser instalado en el caza Heinkel He 280, pero el desarrollo de la célula del avión fue mucho más rápido que el del motor, por lo que tuvieron que comenzar los test de planeo del avión mientras el motor continuaba en desarrollo. En marzo de 1941 se instaló en el avión finalmente un HeS 8, produciéndose el primer vuelo el 2 de abril. Tres días después el avión participó en una demostración ante miembros del partido Nazi y oficiales del RLM, todos los cuales quedaron impresionados por los avances obtenidos permitiendo nuevas inversiones en el desarrollo.
Llegado a este punto existían en Alemania varios proyectos de desarrollo de turborreatores. Heinkel estaba tan impresionado por el concepto de turborreactor que contrató a Adolph Müller (que entonces trabajaba para Junkers), que se encontraba desarrollando un diseño con un compresor axial, que fue bautizado como Heinkel HeS 30. Müller abandonó Junkers después de que estos comprasen Junkers Motoren, que tenían su propio proyecto (entonces conocido como Junkers Jumo 004). Mientras tanto, BMW realizaba importantes avances en su propio diseño, el BMW 003.

## Después de la guerra
En 1947 von Ohain fue llevado a los Estados Unidos con la Operación Paperclip, por lo que pasó a trabajar para la Fuerza Aérea de los Estados Unidos en la Base Aérea de Wright-Patterson. En 1956 se convirtió en el director del laboratorio de investigación aeronáutica de la fuerza aérea y en 1975 fue nombrado científico-jefe del laboratorio de propulsión aérea.
En Wright-Patterson, von Ohain continuó sus trabajos sobre varios temas. A principios de los años 60 trabajó en el diseño de un cohete a reacción de núcleo gaseoso, que debía retener el combustible nuclear mientras permitía que la masa de trabajo fuera usada como gases propulsantes. La ingeniería usada para este diseño fue aplicada luego a una serie de utilidades más realistas, como bombas hidráulicas o compresores centrífugos. Más tarde, von Ohain usó la teoría de flujo másico desarrollada para este diseño de cohete aplicándola a un diseño de un nuevo aerorreactor sin partes móviles, en el que el flujo de aire a través del motor creaba un vórtice estable que sustituía tanto al compresor como a la turbina.

### Motor a reacción
A comienzos de la década de 1930 von Ohain inventó el motor de reacción, patentándolo en 1935. Sin embargo, su invención también se atribuye al británico Frank Whittle, quien lo inventó cuatro años antes de forma independiente. No obstante, fue von Ohain el creador del motor del primer avión de reacción, que estuvo acabado dos años antes que el de Whittle.

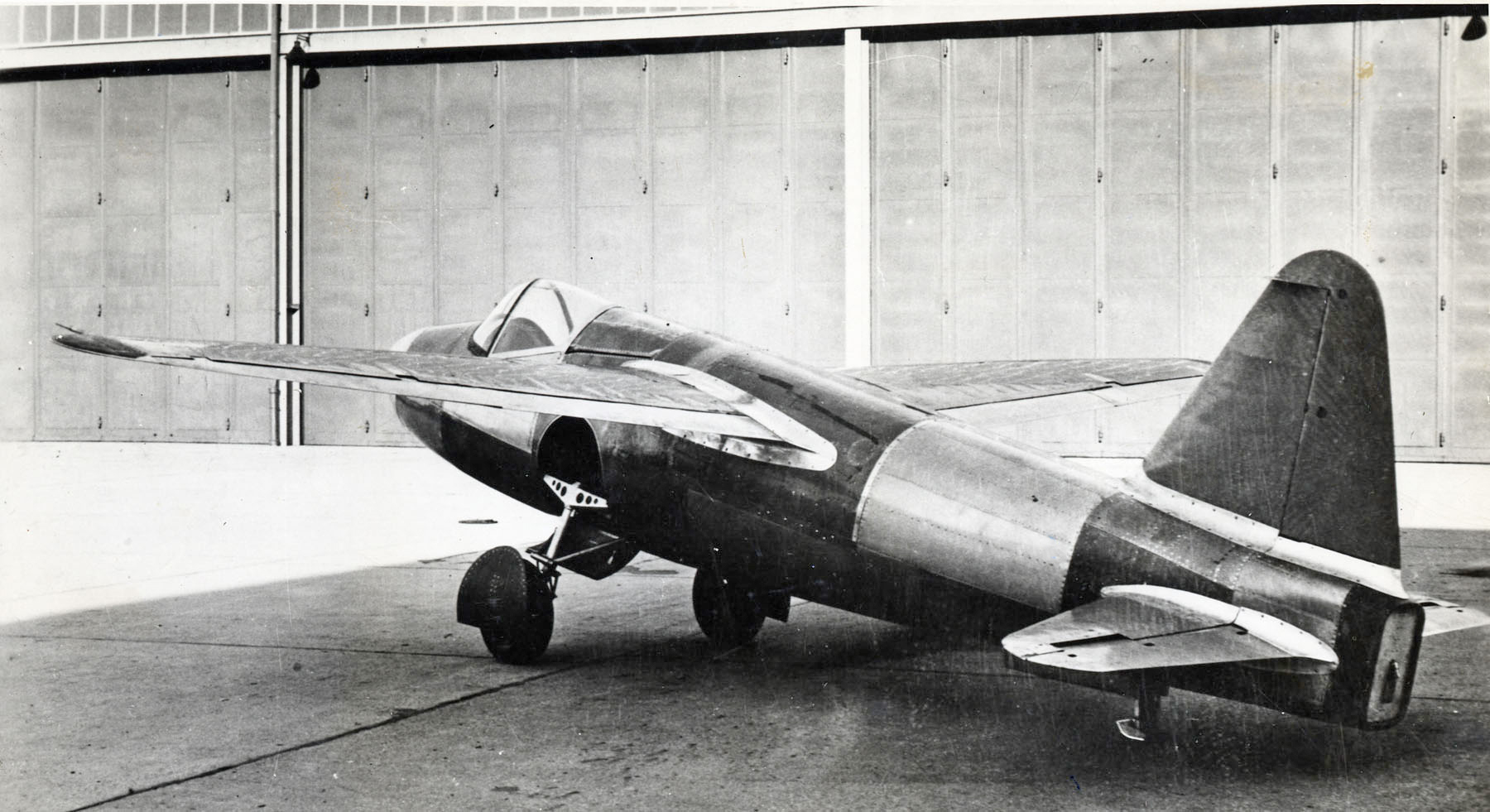
Vista trasera del Heinkel He 178, primer avión de reacción.

Fue en septiembre del año 1937 cuando, respaldado por Ernst Heinkel, Hans von Ohain produjo un motor de reacción que funcionaba con hidrógeno como combustible, llamado Heinkel/Ohain HeS3B. En agosto de 1939 acoplaron el motor en cuestión a un avión, el que sería el primer avión de reacción de la historia, el He 178, alcanzando una velocidad de 560 km/h en su vuelo de prueba.
La Segunda Guerra Mundial estaba al caer, y la compañía Heinkel se dispuso a fabricar un nuevo modelo, propulsado por dos motores de von Ohain. Sin embargo, los nazis alemanes, que hasta ahora gozaban del servicio de Heinkel, no les ofrecieron contrato, siendo la compañía Messerschmitt los encargados de suministrar aviones a reacción.
Tras la Segunda Guerra Mundial, el motor de reacción reemplazó completamente a las hélices y al motor de pistones, mejorando los aviones en multitud de atributos: velocidad, tamaño, o autonomía, entre otros.

## Honores
- En 1991, fue galardonado con el premio Charles Stark Draper, junto con Frank Whittle.[2]